# Stenus corvus
Stenus corvus är en skalbaggsart som beskrevs av Thomas Casey. Stenus corvus ingår i släktet Stenus och familjen kortvingar. Inga underarter finns listade i Catalogue of Life.